# かまいたちの掟
『かまいたちの掟』（かまいたちのおきて）は、2020年10月8日（10月7日深夜）からさんいん中央テレビ（TSK、山陰ローカル）にて毎週木曜0:25 - 0:55（水曜深夜、JST）に放送されているバラエティ番組。かまいたちの冠番組である。

## 概要
かまいたちの2人が、ありとあらゆるスポットを巡るロケバラエティ。番組の最後には行く先々で感じた事をもとに考案した独自の「掟」を発表する。
番組の企画段階から番組配信を視野に入れた上で、局の上層部に「島根と鳥取の視聴率15％よりも、全国の0.5％を目標にする」と宣言した上で企画が採用された経緯がある。
山内の地元である島根県松江市に本社を置くTSKが開局50周年という節目に社運をかけて制作する、同局初となるレギュラーバラエティ番組。毎月1回の収録で4本撮りしている。
2021年8月20日、番組初となるゴールデンタイムでの生放送特番「かまいたち金の掟〈生〉」（山陰ローカル、19:00 - 20:00）を放送。
2022年3月、TVerでの2021年配信番組の内、東京・大阪を除いたローカル局制作番組での年間総再生数1位を記録した番組として、「TVerアワード2021 特別賞」を受賞した。
同年12月、TVerで9月16日から10月17日に開催された特別企画「TVerでととのう サウナ番組大特集！ sponsored by ポカリスエット イオンウォーター」にて、「ローカル大賞」（特集期間中に最も再生されたローカル番組）を受賞した。
2023年4月16日、TSKさんいん中央テレビ主催で番組イベント「かまいたちの掟 感謝祭 2023」を雲南市三刀屋文化体育館 アスパルにて開催された。
2024年6月9日、番組イベント「かまいたちの掟 感謝祭 2024」をくにびきメッセ（島根県立産業交流会館）にて開催された。この模様は同年6月20日から7月10日まで4週連続のシリーズとして放送された。
2025年3月、TVerでの「TVerアワード2024」で特別賞を受賞した。同年6月に開催予定の番組イベント「かまいたちの掟 感謝祭 2025」に関連して、番組ゆかりの地を巡る1泊2日の特別バスツアー「かまいたちの掟 聖地巡礼ツアー2025」を開催予定。

## 出演者
- かまいたち
  - 山内健司
  - 濱家隆一

### ゲスト（地元島根の劇団以外の一般人は除く）
- マジカル江島（#12、#203。#12当時わかとり交通の社長兼マジシャン。#203で久々に自宅に突撃した際には、タクシー会社は退職しており(会社は2024年6月より休眠状態となり、偶然にも#203放送当日に破産手続きの申請を行った。なお、車両は休眠状態となった際に日ノ丸ハイヤーに譲渡されている。)、現在はメダカすくい店の開業を目指し、メダカの飼育を行っていた。）
- 御神本訓史（#14、大井競馬所属の騎手。電話出演）
- アインシュタイン（#34 - #36、かまいたちの代役として出演。なお、この放送当時は番組タイトルもわざわざ「アインシュタインの掟」と改題されていた）[11]
- 小笹大輔（Official髭男dism、#51、VTR出演）
- ネルソンズ（お笑いトリオ #173、『鼬の志願者』として出演）
- 雲南あいあい劇団（#174、同上。代表して劇団員3名が出演して、ミニ寸劇を行った。また、#187には劇団員全員(+山内の弟)が出演）
- ニシダヨシコ（#183、フリーの漫才コンビ「よしこじゅんじ」のツッコミ担当。この時は本業ではなく、店員としての出演であった。また、「よしこじゅんじ」としては、#18、#185他に出演）
- こーた（同上。路上詩人）
- Flood Lyrics（#185。地元山陰を拠点として活動している女性アイドルグループ。メンバーのZomはこの回に限り、番組のナレーションも兼務）
- セーフティこうき（#186。鳥取県を中心に活動しているプロレスラー。#132には所属の「鳥取だらずプロレス」の一員として出演）
- PINO（#202。米子市を中心に活動しているデスメタルバンド「UNITE」ボーカル兼催眠術師）
- MAKOTO（#205。スナック「シェリール」の専属マジシャンとして出演）
- ソラシド（#210。山形県住みます芸人としても活動しているお笑いコンビ）
- ミッチーチェン（#212。山形県を拠点に活動するローカルタレント。別名MC GATA。）
- BANKING（#212、上記の相方。）

### ナレーション
- Zom（Flood Lyrics、#185には前述の通りゲストとしてメンバー全員で出演。）

## 放送リスト
日付はJST。特記以外、放送上は前日深夜。

### 2020年
| #      | 放送日（TSK） | タイトル                                                | ロケ地       | 備考                              | DVD収録 | 出典   |
| ------ | ------------- | ------------------------------------------------------- | ------------ | --------------------------------- | ------- | ------ |
| 1      | 10月8日       | 山内の地元山陰で初の冠番組「かまいたちの掟」            | 島根県松江市 | -                                 | 第壱巻  | [ 12 ] |
| 2      | 10月15日      | 濱家曰く「今日を超える回は無い」                        | 島根県松江市 | -                                 | 第壱巻  | [ 12 ] |
| 3      | 10月22日      | 濱家の遅刻でまだまだ押してる4本撮りの3本目              | 出雲市       | -                                 | 第壱巻  | [ 12 ] |
| 4      | 10月29日      | 出雲大社周辺をぶらりするかまいたちの2人                 | 出雲市       | -                                 | 第壱巻  | [ 12 ] |
| 5      | 11月5日       | 今回は「濱家隆一の誕生日2日前スペシャル」               | 出雲市       | -                                 | -       | [ 13 ] |
| 6      | 11月12日      | 島根県雲南市の山奥で見つけた謎の施設「陽だまりの丘」    | 雲南市       | -                                 | 第弐巻  | [ 13 ] |
| 7      | 11月19日      | 島根県雲南市にある巨大迷路「ドラゴンメイズ」を楽しむ2人 | 雲南市       | -                                 | 第弐巻  | [ 13 ] |
| 8      | 11月26日      | 田部長右衛門への道                                      | 雲南市       | TSK以外では未放送（永久欠番扱い） | -       | [ 13 ] |
| 9      | 12月3日       | かまいたち VS チャレンジマン                            | 雲南市       | -                                 | 第弐巻  | [ 14 ] |
| 10     | 12月10日      | 冬! アウターを買おう                                    | 鳥取県米子市 | -                                 | 第弐巻  | [ 14 ] |
| 11     | 12月17日      | 水木しげるロードで山内泥酔!?                            | 鳥取県境港市 | -                                 | -       | [ 14 ] |
| 12     | 12月24日      | 水木しげるロード後編 マジカル江島のマジックショー       | 鳥取県境港市 | 10分繰り下げ （0:35 - 1:05）      | 第参巻  | [ 14 ] |
| 総集編 | 12月30日      | 3回しかロケしてないけど総集編1時間SP                    | 松江市       | 水曜 16:45 - 17:45                | -       | [ 14 ] |

### 2021年
| #      | 放送日（TSK） | タイトル                                                          | ロケ地                  | 備考                                          | DVD収録 | 出典   |
| ------ | ------------- | ----------------------------------------------------------------- | ----------------------- | --------------------------------------------- | ------- | ------ |
| 13     | 1月14日       | 謹賀新年! 動物たちと触れ合おう!!                                  | 鳥取県大山町            | -                                             | 第参巻  | [ 15 ] |
| 14     | 1月21日       | 12月の大勝負 G1レースに挑む山内 誕生日3日後SP                     | 鳥取県米子市            | -                                             | -       | [ 15 ] |
| 15     | 1月28日       | ミリタリー濱家のサバゲー珍道中                                    | 鳥取県大山町            | BSよしもとでは未放送                          | -       | [ 15 ] |
| 16     | 2月4日        | 第二の「ゾン噛ま」を探せ!                                         | 松江市                  | -                                             | 第参巻  | [ 16 ] |
| 17     | 2月11日       | 集まれ山陰の芸達者! 第1回 掟-1グランプリ                          | 松江市                  | -                                             | -       | [ 16 ] |
| 18     | 2月18日       | いよいよ決定! 第1回 掟-1グランプリ後半戦                          | 松江市                  | -                                             | -       | [ 16 ] |
| 19     | 2月25日       | 女子ウケするのはどっちだ!? Inバッティングセンター                 | 松江市                  | -                                             | 第参巻  | [ 16 ] |
| 20     | 3月4日        | リモート街頭インタビュー                                          | 大阪府堺市 松江市       | -                                             | 第四巻  | [ 17 ] |
| 21     | 3月11日       | 目指せ赤字脱却! 番組テコ入れ企画                                  | 大阪府堺市              | -                                             | N/A     | [ 17 ] |
| 22     | 3月18日       | 番組テコ入れ企画 PR動画を作ってみよう!                            | 大阪府堺市              | -                                             | N/A     | [ 17 ] |
| 23     | 3月25日       | 番組テコ入れ企画 視聴者の要望に応えてみよう!                      | 大阪府堺市              | 30分繰り下げ （0:55 - 1:25）                  | 第四巻  | [ 17 ] |
| 24     | 4月1日        | 大阪-山陰 リモート爆買いしてみよう                                | 大阪府堺市 鳥取県境港市 | -                                             | 第四巻  | [ 17 ] |
| 25     | 4月8日        | 温泉街でスリッパ卓球                                              | 松江市                  | -                                             | N/A     | [ 18 ] |
| 26     | 4月15日       | 高級イチゴ食べまくり                                              | 松江市                  | -                                             | N/A     | [ 18 ] |
| 27     | 4月22日       | 目指せTVerランクイン                                              | 松江市                  | -                                             | N/A     | [ 18 ] |
| 28     | 4月29日       | 初公式グッズ制作会議                                              | 松江市                  | -                                             | N/A     | [ 18 ] |
| 29     | 5月6日        | キャンプ場で遊ぼう!                                               | 松江市                  | 20分繰り下げ （0:45 - 1:15）                  | N/A     | [ 19 ] |
| 30     | 5月13日       | 新婦に驚き結婚式体験                                              | 松江市                  | -                                             | N/A     | [ 19 ] |
| 31     | 5月20日       | 不思議定食屋でごはん                                              | 松江市                  | -                                             | 第四巻  | [ 19 ] |
| 32     | 5月27日       | 山陰イケメンオーディション写真選考編                              | 松江市                  | 10分繰り下げ （0:35 - 1:05）                  | N/A     | [ 19 ] |
| 33     | 6月3日        | AD華のオススメ回紹介                                              | 松江市                  | TSK以外では未放送（永久欠番扱い）             | N/A     | [ 20 ] |
| 34     | 6月10日       | アインシュタイン登場！                                            | 鳥取県境港市            | かまいたちの代役として アインシュタインが出演 | N/A     | [ 20 ] |
| 35     | 6月17日       | アインシュタイン in 境港                                          | 鳥取県境港市            | かまいたちの代役として アインシュタインが出演 | N/A     | [ 20 ] |
| 36     | 6月24日       | アインシュタイン in 松江                                          | 松江市                  | かまいたちの代役として アインシュタインが出演 | N/A     | [ 20 ] |
| 37     | 7月1日        | おかえり!かまいたち                                               | 松江市                  | -                                             | N/A     | [ 20 ] |
| 38     | 7月8日        | カッパと遊ぼう！in米子                                            | 鳥取県米子市            | -                                             | N/A     | [ 21 ] |
| 39     | 7月15日       | DVD特典写真を撮影しよう！                                         | 鳥取県米子市            | -                                             | N/A     | [ 21 ] |
| 40     | 7月22日       | 山内、山陰で家を買う！                                            | 鳥取県米子市 松江市     | 5分繰り下げ （0:30 - 1:00）                   | 第伍巻  | [ 21 ] |
| 41     | 7月29日       | 山陰イケメン選考前編                                              | 松江市                  | 40分繰り下げ （1:05 - 1:35）                  | N/A     | [ 21 ] |
| 42     | 8月5日        | 山陰イケメン選考後編                                              | 松江市                  | 5分繰り下げ （0:30 - 1:00）                   | N/A     | [ 22 ] |
| 43     | 8月12日       | スポーツチャンバラで身を守ろう！                                  | 鳥取県米子市            | -                                             | 第伍巻  | [ 22 ] |
| 44     | 8月19日       | セパタクローに挑戦！                                              | 松江市                  | -                                             | 第伍巻  | [ 22 ] |
| 45     | 8月26日       | かまいたち金の掟〈生〉（再放送）                                  | 松江市                  | 木曜 0:30 - 1:30                              | N/A     | [ 22 ] |
| 46     | 9月2日        | 一畑電車で演技力上昇                                              | 出雲市                  | 5分繰り下げ （0:30 - 1:00）                   | 第伍巻  | [ 23 ] |
| 47     | 9月9日        | ひんやり甘味＆怖い話                                              | 松江市                  | -                                             | N/A     | [ 23 ] |
| 48     | 9月16日       | 安来節で新・餅踊り！                                              | 安来市                  | -                                             | 第六巻  | [ 23 ] |
| 49     | 9月23日       | 老舗醤油屋で狂気＆暗黒の餅つき！                                  | 安来市                  | -                                             | N/A     | [ 23 ] |
| 50     | 9月30日       | 山内のおしゃれ同級生                                              | 鳥取県米子市            | 10分繰り下げ （0:35 - 1:05）                  | 第六巻  | [ 23 ] |
| 51     | 10月7日       | 祝1周年！ヒゲダン登場                                             | 松江市                  | -                                             | N/A     | [ 24 ] |
| 52     | 10月14日      | 愛され老舗に秘訣学ぶ                                              | 鳥取県米子市            | -                                             | N/A     | [ 24 ] |
| 53     | 10月21日      | 不用品売却で稼ごう！                                              | 出雲市                  | -                                             | N/A     | [ 24 ] |
| 54     | 10月28日      | 笑いヨガで脳を活性化！！                                          | 松江市                  | -                                             | 第六巻  | [ 24 ] |
| 55     | 11月4日       | 濱家誕生日3日前祝い                                               | 松江市                  | -                                             | N/A     | [ 25 ] |
| 56     | 11月11日      | 高校生とゾン噛ま対決                                              | 松江市                  | -                                             | N/A     | [ 25 ] |
| 57     | 11月18日      | 山内逆上ゾン噛ま対決＆ 「DVD発売＆放送1周年トークイベント」の様子 | 松江市 東京都渋谷区     | -                                             | N/A     | [ 25 ] |
| 58     | 11月25日      | 大人の社会科見学 超精密！鉄コマ大戦                               | 出雲市                  | -                                             | N/A     | [ 25 ] |
| 59     | 12月2日       | 器の大きな人になろう                                              | 松江市                  | -                                             | 第六巻  | [ 26 ] |
| 60     | 12月9日       | 珍スポーツ！ペガーボールで遊ぼう                                  | 出雲市斐川町            | 15分繰り下げ （0:40 - 1:10）                  | N/A     | [ 26 ] |
| 61     | 12月16日      | ボートレースで制作費を稼ごう！                                    | 松江市                  | -                                             | N/A     | [ 26 ] |
| 62     | 12月23日      | 初遠征in福岡 地元局にごあいさつに行こう！                         | 福岡県福岡市            | 10分繰り下げ （0:35 - 1:05）                  | N/A     | [ 26 ] |
| 総集編 | 12月30日      | かまいたちの掟 2021総集編                                         | -                       | 木曜 17:15 - 18:15                            | N/A     | [ 27 ] |

| 放送日（TSK） | タイトル               | ロケ地       | 備考               |
| ------------- | ---------------------- | ------------ | ------------------ |
| 2021年8月20日 | かまいたち金の掟〈生〉 | 島根県松江市 | 金曜 19:00 - 20:00 |

### 2022年
| #      | 放送日（TSK） | タイトル                                                | ロケ地                                    | 備考                                                                             | 出典   |
| ------ | ------------- | ------------------------------------------------------- | ----------------------------------------- | -------------------------------------------------------------------------------- | ------ |
| 63     | 1月13日       | 遠征in福岡 インスタ映えスポットで記念撮影               | 福岡県糸島市                              | -                                                                                | [ 28 ] |
| 64     | 1月20日       | 遠征in福岡 山内誕生日2日後おめでとう！                  | 福岡県福岡市中央区天神                    | -                                                                                | [ 28 ] |
| 65     | 1月27日       | 遠征in福岡 コラボゾン噛まを制作しよう！                 | 福岡県久留米市                            | -                                                                                | [ 28 ] |
| 66     | 2月3日        | きれいなコップを作って心がきれいな人になろう！          | 出雲市                                    | 5分繰り下げ （0:30 - 1:00）                                                      | [ 29 ] |
| 67     | 2月10日       | 女子受けするのはどっちだ！？inボウリング場              | 出雲市                                    | 5分繰り下げ （0:30 - 1:00）                                                      | [ 29 ] |
| 68     | 2月17日       | 演劇同好会に入って演技力を磨こう！                      | 雲南市                                    | 5分繰り下げ （0:30 - 1:00）                                                      | [ 29 ] |
| 69     | 2月24日       | チャレンジマン THE FINAL 前編                           | 雲南市                                    | -                                                                                | [ 29 ] |
| 70     | 3月3日        | チャレンジマン THE FINAL 後編                           | 雲南市                                    | -                                                                                | [ 30 ] |
| 71     | 3月10日       | 古民家監禁で4本撮り！視聴者の要望に応えよう             | 松江市                                    | -                                                                                | [ 30 ] |
| 72     | 3月24日       | 目指せTVerランキング常連！2022 企画会議編               | 松江市                                    | 30分繰り下げ （0:55 - 1:25）                                                     | [ 30 ] |
| 73     | 3月31日       | かまいたち二人きりでお昼ごはんを食べよう                | 松江市                                    | 当初は17日（16日深夜）に放送予定だったが、地震関連のニュースのため放送日を変更。 | [ 30 ] |
| 74     | 4月7日        | オープニングをリニューアルしよう！                      | 松江市                                    | -                                                                                | [ 31 ] |
| 75     | 4月14日       | 山内、山陰で家を買う。Part2                             | 松江市 鳥取県伯耆町                       | 15分繰り下げ （0:40 - 1:10）                                                     | [ 31 ] |
| 76     | 4月21日       | まっすぐな箸を作ってまっすぐな人になろう！              | 松江市                                    | -                                                                                | [ 31 ] |
| 77     | 4月28日       | ありがとう下ネタ。そして、さようなら… 1時間スペシャル   | 鳥取県米子市                              | TSK以外では前編・後編に分けて放送。                                              | [ 31 ] |
| 78     | 5月5日        | ついに完成！ゾンかまいたちの掟                          | 松江市                                    | 20分繰り下げ （0:45 - 1:15）                                                     | [ 32 ] |
| 79     | 5月12日       | 最先端！”ハイテク浪曲”に挑戦                            | 松江市                                    | -                                                                                | [ 32 ] |
| 80     | 5月19日       | 大人の社会科見学第3弾！境港で遭遇イワシマン             | 鳥取県境港市                              | -                                                                                | [ 32 ] |
| 81     | 5月26日       | 国宝・松江城で殺陣を学ぼう！                            | 松江市                                    | -                                                                                | [ 32 ] |
| 82     | 6月2日        | 花いっぱい！マジカル咲子のマジックショー                | 鳥取県米子市                              | -                                                                                | [ 33 ] |
| 83     | 6月9日        | ”孤独の”鳥取グルメを堪能しよう！                        | 鳥取県鳥取市                              | -                                                                                | [ 33 ] |
| 84     | 6月16日       | ソウルフード奏でる音楽家                                | 鳥取県鳥取市                              | -                                                                                | [ 33 ] |
| 85     | 6月23日       | あたたかい竹灯籠を作ってあたたかい人になろう            | 鳥取県湯梨浜町                            | -                                                                                | [ 33 ] |
| 86     | 6月30日       | 中国庭園を満喫しチャイナ！                              | 鳥取県湯梨浜町                            | -                                                                                | [ 33 ] |
| 87     | 7月7日        | 新鮮な水産物を食べてフレッシュさを取り戻そう！          | 鳥取県境港市                              | 15分繰り下げ （0:40 - 1:10）                                                     | [ 34 ] |
| 88     | 7月14日       | 米子のエジソンとちょっと危険なサイエンスショー！        | 鳥取県米子市                              | -                                                                                | [ 34 ] |
| 89     | 7月21日       | “ハクナマタタ”でハッピーライフ                          | 鳥取県大山町                              | -                                                                                | [ 34 ] |
| 90     | 7月28日       | 手作りおやつで家族円満                                  | 鳥取県大山町                              | -                                                                                | [ 34 ] |
| 91     | 8月4日        | 夏の高知遠征 海の生き物と触れ合おう！                   | 高知県桂浜                                | -                                                                                | [ 35 ] |
| 92     | 8月11日       | 夏の高知遠征 タダで満喫！人力テーマパーク               | 高知県香南市                              | -                                                                                | [ 35 ] |
| 93     | 8月18日       | 夏の高知遠征 丈夫な和紙を作って辛抱強さを手に入れよう   | 高知県仁淀川 高知県吾川郡                 | -                                                                                | [ 35 ] |
| 94     | 8月25日       | 夏の高知遠征 掟のグルメ〜高知名店探訪〜                 | 高知県高知市はりまや橋 高知県高知市帯屋町 | -                                                                                | [ 35 ] |
| 95     | 9月1日        | ラテンのリズムで情熱を取り戻そう                        | 松江市                                    | -                                                                                | [ 35 ] |
| 96     | 9月8日        | チャレンジマンep4 新たなる希望                          | 雲南市                                    | -                                                                                | [ 36 ] |
| 97     | 9月15日       | 謎の勇者とサウナで“ととのい”体験                        | 松江市                                    | -                                                                                | [ 36 ] |
| 98     | 9月22日       | 老後の趣味を見つけよう！                                | 出雲市                                    | -                                                                                | [ 36 ] |
| 99     | 9月29日       | 夏の終わりのビーチで涼もう！                            | 鳥取県米子市皆生温泉                      | -                                                                                | [ 36 ] |
| 100    | 10月6日       | 祝・2周年！番組予算30万円争奪コンペ「￥マネーの鼬」     | （TSK本社）                               | -                                                                                | [ 37 ] |
| 101    | 10月13日      | 祝・2周年！番組予算30万円争奪コンペ「￥マネーの鼬」後編 | （TSK本社）                               | 50分繰り下げ （1:15 - 1:45）                                                     | [ 37 ] |
| 102    | 10月20日      | スター山内、母校に帰る。                                | 松江市                                    | -                                                                                | [ 37 ] |
| 103    | 10月27日      | DVD第2弾発売イベント in渋谷                             | （東京都渋谷区）                          | -                                                                                | [ 37 ] |
| 104    | 11月3日       | 濱家・誕生日4日前おめでとうSP ライブショーfor隆一       | 松江市                                    | -                                                                                | [ 38 ] |
| 105    | 11月10日      | ギターウルフとジェットまちブラ！！                      | 松江市                                    | 5分繰り下げ （0:30 - 1:00）                                                      | [ 38 ] |
| 106    | 11月17日      | 乃木ライオンズを見に行こう                              | 松江市                                    | 5分繰り下げ （0:30 - 1:00）                                                      | [ 38 ] |
| 107    | 11月24日      | ￥マネーの鼬 ボートレースで予算を増やそう！             | 松江市                                    | 60分繰り下げ （1:25 - 1:55）                                                     | [ 38 ] |
| 108    | 12月1日       | 最高の朝ごはんを食べよう！                              | 出雲市                                    | 5分繰り下げ （0:30 - 1:00）                                                      | [ 38 ] |
| 109    | 12月8日       | 切れるナイフを作ってキレを取り戻そう                    | 出雲市                                    | 5分繰り下げ （0:30 - 1:00）                                                      | [ 39 ] |
| 110    | 12月15日      | ￥マネーの鼬 志願者へ結果報告                           | （TSK本社、ほか）                         | -                                                                                | [ 39 ] |
| 111    | 12月22日      | ミリタリー濱家 巨大フィールドでサバゲー                 | 松江市                                    | -                                                                                | [ 39 ] |
| 総集編 | 12月31日      | かまいたちの掟 2022総集編                               | -                                         | 土曜 15:45 - 16:45                                                               | [ 40 ] |

### 2023年
| #      | 放送日（TSK） | タイトル                                                           | ロケ地             | 出典   |
| ------ | ------------- | ------------------------------------------------------------------ | ------------------ | ------ |
| 112    | 1月12日       | ホッとあたたまる話で心も体もポッカポカ                             | 松江市             | [ 41 ] |
| 113    | 1月19日       | 山内誕生日1日後おめでとうSP                                        | 松江市             | [ 41 ] |
| 114    | 1月26日       | 口悪一休＆濱家・オリジナル腹話術人形をつくろう！                   | 出雲市             | [ 41 ] |
| 115    | 2月2日        | 女子ウケするのはどっちだ！？ in バー                               | 松江市             | [ 42 ] |
| 116    | 2月9日        | 恋人の聖地で冬を楽しもう！                                         | 鳥取県大山桝水高原 | [ 42 ] |
| 117    | 2月16日       | 体を鍛えないとYAVAYだろ！                                          | 鳥取県米子市       | [ 42 ] |
| 118    | 2月23日       | 愛されヴォイスを手に入れよう                                       | 鳥取県大山町       | [ 42 ] |
| 119    | 3月2日        | 琴浦町で愛されているモノ巡り                                       | 鳥取県琴浦町       | [ 43 ] |
| 120    | 3月9日        | 掟感謝祭の準備をしよう！                                           | （TSK本社）        | [ 43 ] |
| 121    | 3月16日       | チャレンジマンep5 5代目の逆襲                                      | 雲南市             | [ 43 ] |
| 122    | 3月23日       | 松江高専クイズ王とクイズ対決                                       | 松江市             | [ 43 ] |
| 123    | 3月30日       | NEXT田中選手権 ロシアンシュークリーム大決戦                        | （TSK本社）        | [ 43 ] |
| 124    | 4月6日        | NEXT田中選手権 ボートレースで田中頂上決戦                          | （TSK本社）        | [ 44 ] |
| 125    | 4月13日       | ヤギに教わるストレスフリーな生活                                   | 鳥取県米子市       | [ 44 ] |
| 126    | 4月20日       | 山内、山陰で家を買う。Part3                                        | 鳥取県米子市       | [ 44 ] |
| 127    | 4月27日       | 危険は突然やってくる…。身を守る術を身につけろ！！                  | 鳥取県大山町       | [ 44 ] |
| 128    | 5月4日        | 薪を割ろう、火を起こそう、暖をとろう。                             | 鳥取県南部町       | [ 45 ] |
| 129    | 5月11日       | 自然と一体になろう！                                               | 松江市             | [ 45 ] |
| 130    | 5月18日       | 掟感謝祭の会場に行こう！                                           | 雲南市             | [ 45 ] |
| 131    | 5月25日       | 掟感謝祭を楽しもう！レジェンドゲスト大集合 （感謝祭 前編）         | 雲南市             | [ 45 ] |
| 132    | 6月1日        | 掟感謝祭をもっと楽しもう！サミング山内プロレス無双 （感謝祭 後編） | 雲南市             | [ 45 ] |
| 133    | 6月8日        | モーニングを食べながら掟感謝祭を振り返ろう！                       | 鳥取県米子市       | [ 46 ] |
| 134    | 6月15日       | かまいたち二人きりで無人島キャンプ飯！                             | 松江市             | [ 46 ] |
| 135    | 6月22日       | 次世代スポーツでジェダイになろう！                                 | 鳥取県米子市       | [ 46 ] |
| 136    | 6月29日       | ジビエ料理＆ジビエ川柳を楽しもう！                                 | 鳥取県南部町       | [ 46 ] |
| 137    | 7月6日        | 体も脳も曲がり角？衰え知らずの40代に見習おう！                     | 松江市             | [ 47 ] |
| 138    | 7月13日       | 紅茶の似合う紳士になろう！                                         | 松江市             | [ 47 ] |
| 139    | 7月20日       | とにかく明るいかまいたちinフィールドアスレチック                   | 鳥取県大山町       | [ 47 ] |
| 140    | 7月27日       | アクリルジオラマ用写真を撮影しよう！                               | 鳥取県米子市       | [ 47 ] |
| 141    | 8月3日        | 釣りをして制作費を稼ごう！                                         | 鳥取県境港市       | [ 48 ] |
| 142    | 8月10日       | だるまを作って願掛けをしよう！                                     | 松江市             | [ 48 ] |
| 143    | 8月17日       | 集まれ山陰の芸達者！第2回 掟-1グランプリ                           | （TSK本社）        | [ 48 ] |
| 144    | 8月24日       | ヤバい奴らが大集合！第2回 掟-1グランプリ                           | （TSK本社）        | [ 48 ] |
| 145    | 8月31日       | 山内家の掟！侍とトルコの運勢占い                                   | 松江市             | [ 48 ] |
| 146    | 9月7日        | 山内家の掟！はじめての家族旅行はフィンランド                       | 出雲市             | [ 49 ] |
| 147    | 9月14日       | スサノオマジックを鍛えよう！                                       | 松江市             | [ 49 ] |
| 148    | 9月21日       | サイエンスの世界で好奇心を刺激しよう！                             | 松江市             | [ 49 ] |
| 149    | 9月28日       | 大人の習い事に挑戦しよう！！“南国・バリの伝統舞踊”編               | 鳥取県米子市       | [ 49 ] |
| 150    | 10月5日       | 祝・3周年！！UFOを呼んで宇宙にひろめよう！                         | 鳥取県米子市       | [ 50 ] |
| 151    | 10月12日      | 老舗藍染工房と覆面マスク占い師                                     | 安来市             | [ 50 ] |
| 152    | 10月19日      | 大人の習い事に挑戦しよう！！〜大人の社交ダンス編〜                 | 鳥取県米子市       | [ 50 ] |
| 153    | 10月26日      | DVD 第3弾発売記念イベントin渋谷                                    | （東京都渋谷区）   | [ 50 ] |
| 154    | 11月2日       | 濱家・誕生日5日前おめでとうSP 町のみんなに祝ってもらおう           | 鳥取県米子市       | [ 51 ] |
| 155    | 11月9日       | 濱家・誕生日2日後おめでとうSP 大御所タレントに祝ってもらおう       | 鳥取県米子市       | [ 51 ] |
| 156    | 11月16日      | “増えて帰って来た”チャレンジマン                                   | 雲南市             | [ 51 ] |
| 157    | 11月23日      | 未知なるキノコを探そう！                                           | 鳥取県日野町       | [ 51 ] |
| 158    | 11月30日      | 自動車整備場の芸達者                                               | 松江市             | [ 51 ] |
| 159    | 12月7日       | 中国武術を習得しチャイナ！                                         | 松江市             | [ 52 ] |
| 160    | 12月14日      | 大人の習い事に挑戦しよう！！ 〜笑顔になれるフラダンス編〜          | 松江市             | [ 52 ] |
| 161    | 12月21日      | 大自然×ヨーデルでストレス発散                                      | 鳥取県伯耆町       | [ 52 ] |
| 総集編 | 12月30日      | かまいたちの掟 2023総集編                                          | -                  | [ 52 ] |

### 2024年
| #      | 放送日（TSK） | タイトル                                                    | ロケ地       | 備考                                                                                      | 出典          |
| ------ | ------------- | ----------------------------------------------------------- | ------------ | ----------------------------------------------------------------------------------------- | ------------- |
| 再放送 | 1月11日       | （＃98「老後の趣味を見つけよう！」を再放送）                | 出雲市       |                                                                                           | [ 53 ]        |
| 162    | 1月18日       | 山内誕生日おめでとうSP 楽しい“夜のお店”で祝福               | 松江市       |                                                                                           | [ 53 ]        |
| 163    | 1月25日       | 予測不能なアート体験！                                      | 鳥取県米子市 |                                                                                           | [ 53 ]        |
| 164    | 2月1日        | 地球にやさしくキテレツ料理体験                              | 出雲市       |                                                                                           | [ 54 ]        |
| 165    | 2月8日        | ポップなビートでZUMBAを踊る                                 | 松江市       |                                                                                           | [ 54 ]        |
| 166    | 2月15日       | マッサージで癒されよう！                                    | 安来市       |                                                                                           | [ 54 ]        |
| 167    | 2月22日       | ヒコーキ写真を撮影しよう！                                  | 出雲市       |                                                                                           | [ 54 ]        |
| 168    | 2月29日       | めちゃくちゃ繊細な人に会いに行こう！                        | 鳥取県鳥取市 |                                                                                           | [ 54 ]        |
| 169    | 3月7日        | おもちゃ博物館で遊び心を学ぼう                              | 鳥取県鳥取市 |                                                                                           | [ 55 ]        |
| 170    | 3月14日       | 大人の習い事に挑戦〜NY発！アクロバティックなヨガ〜          | 鳥取県鳥取市 |                                                                                           | [ 55 ]        |
| 171    | 3月21日       | 全身を使って英語を習得しよう！                              | 鳥取県鳥取市 |                                                                                           | [ 55 ]        |
| 172    | 3月28日       | “世界最速”を目指す若者に会おう！！！！                      | 鳥取県米子市 |                                                                                           | [ 55 ]        |
| 173    | 4月4日        | 感謝祭予算50万円争奪コンペ 「¥マネーの鼬」 前編             | （TSK本社）  | 島根にゆかりのあるお笑いトリオ ネルソンズが出演                                           | [ 56 ]        |
| 174    | 4月11日       | 感謝祭予算50万円争奪コンペ 「¥マネーの鼬」 後編             | （TSK本社）  |                                                                                           | [ 56 ]        |
| 175    | 4月18日       | 世界にひとつの香りを作ろう                                  | 松江市       | このロケを以って森田Dが番組を卒業                                                         | [ 56 ]        |
| 176    | 4月25日       | 山内腰痛・緊急企画！アポなし人力車まちブラ                  | 松江市       |                                                                                           | [ 56 ]        |
| 177    | 5月2日        | 神楽を学んで芸の幅を広げよう！                              | 松江市       |                                                                                           | [ 57 ]        |
| 178    | 5月9日        | 強豪“ドローン”サッカー部から1点取ろう！                     | 鳥取県米子市 |                                                                                           | [ 57 ]        |
| 179    | 5月16日       | 白熱！掟感謝祭2024企画会議                                  | （TSK本社）  |                                                                                           | [ 57 ]        |
| 180    | 5月23日       | AD華ちゃんにお祝いを！                                      | 鳥取県米子市 | 初代ADの吉岡華がスタッフとして番組に復帰し、 この回にはゲストとして出演                   | [ 57 ]        |
| 181    | 5月30日       | ワイルドなお茶を摘んで味わおう！                            | 鳥取県境港市 | TVerでの配信時はタイトルが異なっており、 「ワイルドなお茶を摘んで飲もう！」となっていた。 | [ 57 ]        |
| 182    | 6月6日        | リベンジ！とにかく明るいかまいたちになろう！                | 鳥取県大山町 | ＃139で訪れた「森の国」を再訪した。                                                       | [ 58 ]        |
| 183    | 6月13日       | 詩人になろう！                                              | 出雲市       |                                                                                           | [ 58 ]        |
| 184    | 6月20日       | 掟感謝祭2024の会場を見よう！                                | 松江市       | 4週連続「掟感謝祭2024」編第1弾                                                            | [ 58 ]        |
| 185    | 6月27日       | 掟感謝祭2024を楽しもう！                                    | 松江市       | 4週連続「掟感謝祭2024」編第2弾                                                            | [ 58 ]        |
| 186    | 7月4日        | 掟感謝祭2024をもっと楽しもう！                              | 松江市       | 4週連続「掟感謝祭2024」編第3弾                                                            | [ 59 ]        |
| 187    | 7月11日       | 掟感謝祭2024 SASSENトーナメント頂上決戦！                   | 松江市       | 4週連続「掟感謝祭2024」編第4弾                                                            | [ 59 ]        |
| 188    | 7月18日       | 3つの「F」でリフレッシュ！                                  | 鳥取県米子市 |                                                                                           | [ 59 ]        |
| 189    | 7月25日       | 初夏の味覚を楽しもう…?                                      | 鳥取県大山町 |                                                                                           | [ 59 ]        |
| 190    | 8月1日        | バレエを習おう！                                            | 鳥取県米子市 |                                                                                           | [ 59 ]        |
| 191    | 8月8日        | 山陰の“所さん”に会いに行こう！                              | 鳥取県米子市 |                                                                                           | [ 60 ]        |
| 192    | 8月15日       | 黒子になろう！                                              | 鳥取県米子市 | TVerでの配信時はタイトルが異なっており、 「主役を支える黒子に！」となっていた。           | [ 60 ]        |
| 193    | 8月22日       | もうすぐ5年目！番組の未来を占おう                           | 松江市       |                                                                                           | [ 60 ]        |
| 194    | 8月29日       | 優雅さと品格…エレガントになろう！                           | 鳥取県米子市 |                                                                                           | [ 60 ]        |
| 195    | 9月5日        | 究極の真理戦 ポーカーを楽しもう！                           | 松江市       |                                                                                           | [ 61 ]        |
| 196    | 9月12日       | シルクスクリーンを体験しよう！                              | 出雲市       |                                                                                           | [ 61 ]        |
| 197    | 9月19日       | 日本舞踊で和の美にふれよう！                                | 出雲市       |                                                                                           | [ 61 ]        |
| 198    | 9月26日       | 和菓子づくりで繊細さを身につけよう！                        | 出雲市       |                                                                                           | [ 61 ]        |
| 199    | 10月3日       | 祝・4周年！かまいたち二人きりで番組永続祈願メシをつくろう！ | 出雲市       | この回のオープニングでは、番組元担当だった森田Dが電話出演した。                           | [ 62 ]        |
| 200    | 10月10日      | どぶろく作りで好感度をあげよう！                            | 鳥取県伯耆町 | この回で番組放送開始200回目を迎えたが、特に言及はなかった。                               | [ 62 ]        |
| 201    | 10月17日      | 大自然の中でゆったりまちブラ～                              | 鳥取県大山町 |                                                                                           | [ 62 ]        |
| 202    | 10月24日      | 催眠術で自分を解放しよう！                                  | 鳥取県米子市 |                                                                                           | [ 62 ]        |
| 203    | 10月31日      | マジカル江島のセカンドライフ                                | 松江市       | 番組初期に出演していたマジカル江島。 近況を確認する為に、かまいたちが彼の自宅を訪問した。 | [ 62 ]        |
| 204    | 11月7日       | 濱家・誕生日当日おめでとうSP 夜の歓楽街で祝ってもらおう     | 松江市       | 番組初の夜ロケ                                                                            | [ 63 ]        |
| 205    | 11月14日      | 濱家泥酔バースデーまちブラ 誕生日おめでとうSP               | 松江市       | （同上）                                                                                  | [ 63 ]        |
| 206    | 11月21日      | 大自然で爽やか体験をしよう！                                | 大田市       |                                                                                           | [ 63 ]        |
| 207    | 11月28日      | かしこくなろう！                                            | 出雲市       |                                                                                           | [ 63 ]        |
| 208    | 12月5日       | 道の駅でイルカを張り込もう！                                | 出雲市       |                                                                                           | [ 64 ]        |
| 209    | 12月12日      | 世界を笑わそう！（ブラジル編）                              | 出雲市       |                                                                                           | [ 64 ]        |
| 210    | 12月19日      | 遠征in山形 ソラシド先輩と大根を収穫しよう                   | 山形県西川町 |                                                                                           | [ 64 ]        |
| 再放送 | 12月26日      | （＃54「笑いヨガで脳を活性化！！」を再放送）                | 松江市       |                                                                                           |               |
| 総集編 | 12月30日      | かまいたちの掟 2024総集編                                   | -            | 月曜17:00 - 18：00                                                                        | [ 64 ] [ 65 ] |

### 2025年
| #   | 放送日（TSK） | タイトル                                           | ロケ地         | 備考                                                                       | 出典   |
| --- | ------------- | -------------------------------------------------- | -------------- | -------------------------------------------------------------------------- | ------ |
| 211 | 1月9日        | 笑いヨガ in 山形 with カッパ                       | 山形県寒河江市 | タイトルに「カッパ」（河童）とあるが、厳密にはカッパの着ぐるみが登場した。 | [ 66 ] |
| 212 | 1月16日       | 山内2日前誕生日おめでとうSP 山形スターと歯ガタガタ | 山形県天童市   |                                                                            | [ 66 ] |
| 213 | 1月23日       | 玉に棒を刺そう！                                   | 山形県長井市   |                                                                            | [ 66 ] |
| 214 | 1月30日       | 歴史を感じて…情緒たっぷりおじ散歩                  | 鳥取県倉吉市   |                                                                            | [ 66 ] |
| 215 | 2月6日        | 温泉街の娯楽場でタイムスリップ                     | 鳥取県三朝町   |                                                                            | [ 67 ] |
| 216 | 2月13日       | ご飯をしっかり食べよう！                           | 鳥取県倉吉市   |                                                                            | [ 67 ] |
| 217 | 2月20日       | 宴会芸を身につけよう！                             | 鳥取県三朝町   |                                                                            | [ 67 ] |
| 218 | 2月27日       | 近場で海外ロケ気分！                               | 鳥取県境港市   |                                                                            | [ 67 ] |
| 219 | 3月6日        | 失敗できない体験をしよう！                         | 松江市         |                                                                            | [ 68 ] |
| 220 | 3月13日       | 和服の似合う男になろう！                           | 鳥取県米子市   |                                                                            | [ 68 ] |
| 221 | 3月20日       | 商売繁盛を祈願しよう！                             | 鳥取県南部町   |                                                                            | [ 68 ] |
| 222 | 3月27日       | 事件を解決しよう！                                 | 松江市         |                                                                            | [ 68 ] |
| 223 | 4月3日        | 掟感謝祭2025企画会議 グッズについて考えよう！      | 松江市         | 前回イベントを開催した島根県立産業交流会館（くにびきメッセ）で収録         | [ 69 ] |
| 224 | 4月10日       | 掟感謝祭2025企画会議 メインイベントを考えよう！    | 松江市         |                                                                            | [ 69 ] |
| 225 | 4月17日       | 山内、山陰で家を買う。その4                        | 松江市         |                                                                            | [ 69 ] |
| 226 | 4月24日       | ちょい“悪”ダンディーになろう！                     | 松江市         |                                                                            | [ 69 ] |
| 227 | 5月1日        | 「お金の先にあるもの」を習いに行こう！             | 鳥取県米子市   |                                                                            | [ 69 ] |
| 228 | 5月8日        | 姿勢を正そう！                                     | 鳥取県米子市   |                                                                            | [ 70 ] |
| 229 | 5月15日       | 笑顔のステキな男になろう！                         | 松江市         |                                                                            | [ 70 ] |
| 230 | 5月22日       | “手際の良さ”を身につけよう！                       | 出雲市         |                                                                            | [ 70 ] |
| 231 | 5月29日       | 世界を笑わそう！（ミャンマー編）                   | 松江市         |                                                                            | [ 70 ] |
| 232 | 6月5日        | 趣味の王道！ゴルフを楽しもう                       | 松江市         |                                                                            | [ 71 ] |
| 233 | 6月12日       | 多機能おじいさんに会いに行こう！                   | 出雲市         |                                                                            | [ 71 ] |
| 234 | 6月19日       | 掟感謝祭2025の会場を見よう！                       | 松江市         | 前回イベントを開催した島根県立産業交流会館（くにびきメッセ）を視察した。   | [ 71 ] |
| 235 | 6月26日       | 掟感謝祭2025のフリーエリアを検査しよう！           | 松江市         |                                                                            | [ 71 ] |
| 236 | 7月3日        | いよいよ開幕！掟感謝祭2025                         | 松江市         |                                                                            | [ 72 ] |
| 237 | 7月10日       | 掟感謝祭2025 山内軍 VS 濱家軍 白熱クイズ対決       | 松江市         |                                                                            | [ 72 ] |
| 238 | 7月17日       | 感動のフィナーレ！掟感謝祭2025                     | 松江市         |                                                                            | [ 72 ] |
| 239 | 7月24日       | リフレクソロジーでリフレッシュ！                   | 鳥取県米子市   |                                                                            | [ 72 ] |
| 240 | 7月31日       | もっと弥生人になろう！                             | 鳥取県大山町   |                                                                            | [ 72 ] |
| 241 | 8月7日        | 魔法使いに会おう！                                 | 出雲市         |                                                                            | [ 73 ] |
| 242 | 8月14日       | 女子ウケするのはどっちだ!? in ボルダリングジム     | 鳥取県米子市   | TVerでのタイトルは単に「ボルダリング女子ウケ」となっていた。               | [ 73 ] |
| 243 | 8月21日       | バランスボールで乱れた心身を整えよう！             | 鳥取県境港市   |                                                                            | [ 73 ] |

## 放送局・配信元
ネット局
| 放送対象地域   | 放送局                    | 系列           | 放送日時                            | 放送期間                                      | 遅れ       |
| -------------- | ------------------------- | -------------- | ----------------------------------- | --------------------------------------------- | ---------- |
| 鳥取県・島根県 | さんいん中央テレビ（TSK） | フジテレビ系列 | 木曜 0:15 - 0:45（水曜深夜）        | 2020年10月8日 -                               | 制作局     |
| 山形県         | さくらんぼテレビ（SAY）   | フジテレビ系列 | 火曜 15:15 - 15:45                  | 2021年4月4日 -                                | 遅れネット |
| 近畿広域圏     | 関西テレビ（KTV）         | フジテレビ系列 | 水曜 0:59 - 1:29（火曜深夜）        | 2021年4月7日 -                                | 遅れネット |
| 広島県         | テレビ新広島（tss）       | フジテレビ系列 | 火曜 1:30 - 2:00（月曜深夜）        | 2021年5月25日 -                               | 遅れネット |
| 佐賀県         | サガテレビ（STS）         | フジテレビ系列 | 水曜 0:25 - 0:55（火曜深夜）        | 2021年7月7日 -                                | 遅れネット |
| 中京広域圏     | 東海テレビ（THK）         | フジテレビ系列 | 月曜 1:15- 1:47（日曜深夜）         | 2021年10月22日 -                              | 遅れネット |
| 北海道         | 北海道文化放送（uhb）     | フジテレビ系列 | 月曜 0:40 - 1:10（日曜深夜）        | 2022年3月7日 -                                | 遅れネット |
| 熊本県         | テレビくまもと（TKU）     | フジテレビ系列 | 木曜 0:55 - 1:25（水曜深夜）        | 2022年7月31日 -                               | 遅れネット |
| 日本全域       | BSよしもと                | BS放送         | 金曜 22:30 - 23:00月曜 9:30 - 10:30 | 2022年3月22日 - 2022年10月3日 - 2023年3月27日 | 遅れネット |
| 日本全域       | MONDO TV                  | CS放送         | 木曜 23:00 - 23:30                  | 2021年10月7日 -                               | 遅れネット |

単発放送
| 放送対象地域 | 放送局                    | 系列           | 放送時間                     | 放送日         | 備考      |
| ------------ | ------------------------- | -------------- | ---------------------------- | -------------- | --------- |
| 長野県       | 長野放送（NBS）           | フジテレビ系列 | 火曜 0:45 - 1:15（月曜深夜） | 2020年12月29日 | [ 注 26 ] |
| 長野県       | 長野放送（NBS）           | フジテレビ系列 | 日曜 14:25 - 14:55           | 2021年10月10日 | [ 注 27 ] |
| 関東広域圏   | フジテレビ（CX）          | フジテレビ系列 | 日曜 2:45 - 3:45（土曜深夜） | 2021年1月24日  | [ 注 28 ] |
| 関東広域圏   | フジテレビ（CX）          | フジテレビ系列 | 水曜 2:45 - 3:45（火曜深夜） | 2021年3月24日  | [ 注 29 ] |
| 関東広域圏   | フジテレビ（CX）          | フジテレビ系列 | 土曜 3:25 - 3:55（金曜深夜） | 2021年5月15日  | [ 注 30 ] |
| 関東広域圏   | フジテレビ（CX）          | フジテレビ系列 | 土曜 2:55 - 3:25（金曜深夜） | 2021年6月26日  | [ 注 31 ] |
| 関東広域圏   | フジテレビ（CX）          | フジテレビ系列 | 木曜 3:00 - 3:30（水曜深夜） | 2021年7月8日   | [ 注 32 ] |
| 関東広域圏   | フジテレビ（CX）          | フジテレビ系列 | 土曜 3:25 - 3:55（金曜深夜） | 2021年8月7日   | [ 注 33 ] |
| 関東広域圏   | フジテレビ（CX）          | フジテレビ系列 | 水曜 4:00 - 4:55（火曜深夜） | 2021年12月29日 | [ 注 34 ] |
| 関東広域圏   | フジテレビ（CX）          | フジテレビ系列 | 土曜 3:25 - 4:25（金曜深夜） | 2022年4月2日   | [ 注 35 ] |
| 関東広域圏   | フジテレビ（CX）          | フジテレビ系列 | 水曜 3:55 - 4:25（火曜深夜） | 2022年10月5日  | [ 注 36 ] |
| 長崎県       | テレビ長崎（KTN）         | フジテレビ系列 | 月曜 1:30 - 2:30（日曜深夜） | 2021年1月25日  | [ 注 37 ] |
| 長崎県       | テレビ長崎（KTN）         | フジテレビ系列 | 金曜 0:30 - 1:03（木曜深夜） | 2023年11月3日  |           |
| 鹿児島県     | 鹿児島テレビ（KTS）       | フジテレビ系列 | 土曜 2:20 - 3:20（金曜深夜） | 2021年5月15日  | [ 注 38 ] |
| 鹿児島県     | 鹿児島テレビ（KTS）       | フジテレビ系列 | 木曜 0:25 - 0:55（水曜深夜） | 2022年3月31日  | [ 注 39 ] |
| 鹿児島県     | 鹿児島テレビ（KTS）       | フジテレビ系列 | 木曜 0:35 - 1:05（水曜深夜） | 2022年4月7日   | [ 注 40 ] |
| 鹿児島県     | 鹿児島テレビ（KTS）       | フジテレビ系列 | 日曜 17:00 - 17:30           | 2022年4月24日  | [ 注 41 ] |
| 鹿児島県     | 鹿児島テレビ（KTS）       | フジテレビ系列 | 日曜 17:00 - 17:30           | 2022年5月1日   | [ 注 42 ] |
| 鹿児島県     | 鹿児島テレビ（KTS）       | フジテレビ系列 | 火曜 1:05 - 1:35（月曜深夜） | 2022年7月5日   | [ 注 43 ] |
| 鹿児島県     | 鹿児島テレビ（KTS）       | フジテレビ系列 | 日曜 16:00 - 16:30           | 2022年7月24日  | [ 注 44 ] |
| 鹿児島県     | 鹿児島テレビ（KTS）       | フジテレビ系列 | 日曜 17:00 - 17:30           | 2022年10月9日  | [ 注 45 ] |
| 鹿児島県     | 鹿児島テレビ（KTS）       | フジテレビ系列 | 日曜 17:00 - 17:30           | 2022年10月16日 | [ 注 46 ] |
| 鹿児島県     | 鹿児島テレビ（KTS）       | フジテレビ系列 | 日曜 16:00 - 16:30           | 2022年11月27日 | [ 注 47 ] |
| 鹿児島県     | 鹿児島テレビ（KTS）       | フジテレビ系列 | 日曜 16:50 - 17:20           | 2022年12月25日 | [ 注 48 ] |
| 静岡県       | テレビ静岡（SUT）         | フジテレビ系列 | 月曜 1:30 - 2:25（日曜深夜） | 2022年4月4日   | [ 注 49 ] |
| 福井県       | 福井テレビ（FTB）         | フジテレビ系列 | 月曜 15:20 - 15:50           | 2022年5月23日  | [ 注 50 ] |
| 福井県       | 福井テレビ（FTB）         | フジテレビ系列 | 月曜 15:20 - 15:50           | 2022年5月30日  | [ 注 51 ] |
| 福井県       | 福井テレビ（FTB）         | フジテレビ系列 | 月曜 15:20 - 15:50           | 2022年7月25日  | [ 注 52 ] |
| 福井県       | 福井テレビ（FTB）         | フジテレビ系列 | 月曜 14:50 - 15:50           | 2022年8月1日   | [ 注 53 ] |
| 福井県       | 福井テレビ（FTB）         | フジテレビ系列 | 日曜 13:00 - 13:30           | 2022年8月14日  | [ 注 54 ] |
| 福井県       | 福井テレビ（FTB）         | フジテレビ系列 | 金曜 14:50 - 15:20           | 2022年8月26日  | [ 注 55 ] |
| 福井県       | 福井テレビ（FTB）         | フジテレビ系列 | 月曜 15:50 - 16:20           | 2022年9月19日  | [ 注 56 ] |
| 福井県       | 福井テレビ（FTB）         | フジテレビ系列 | 木曜 16:20 - 16:50           | 2022年11月3日  | [ 注 57 ] |
| 福井県       | 福井テレビ（FTB）         | フジテレビ系列 | 土曜 14:00 - 14:30           | 2022年12月10日 | [ 注 58 ] |
| 福井県       | 福井テレビ（FTB）         | フジテレビ系列 | 月曜 15:20 - 15:50           | 2022年12月19日 | [ 注 59 ] |
| 福井県       | 福井テレビ（FTB）         | フジテレビ系列 | 日曜 9:30 - 10:00            | 2023年4月2日   | [ 注 60 ] |
| 福井県       | 福井テレビ（FTB）         | フジテレビ系列 | 日曜 9:30 - 10:00            | 2023年5月21日  | [ 注 61 ] |
| 高知県       | 高知さんさんテレビ（KSS） | フジテレビ系列 | 土曜 14:00 - 16:00           | 2022年9月24日  | [ 注 62 ] |

ネット配信
| 配信元         | 備考                                        |
| -------------- | ------------------------------------------- |
| TVer           | 最新回限定で無料配信                        |
| GYAO!          | 最新回限定で無料配信                        |
| FODプレミアム  | 無料配信は最新回限定 有料配信は全話視聴可能 |
| 大阪チャンネル | 有料配信・全話視聴可能                      |

## スタッフ
2021年8月現在
- 構成：田中亮治
- CAM：小林良児
- AUD：川本竜平
- CG：吉川達也
- 編成：松原代史子、作野俊介
- 配信：藤原玲奈
- 番販：山中一高[注 63]
- AD：吉岡華
- ディレクター：伊田翔一（スタジオニコフィルム）、灘脇正哉[注 64]、山口拓哉
- 企画：平井謙太
- 演出：川中優[注 65]
- プロデューサー：山村章之
- 総監督：古川淳
- 制作協力：吉本興業
- 制作著作：TSKさんいん中央テレビ

### 過去のスタッフ
- CAM：津田一、木幡知史
- AUD：山田翔平、上田響
- 編成：板垣智久、荒木真宏
- 配信：澤田陽
- AD：木幡知史
- ディレクター：森田昇久( 〜 2024.4.18放送分)

## エンディングテーマ
- ginger「最終」（#1 - #24）
- NEMOPHILA「雷霆 -RAITEI-」（#25 - #37）
- 印象派「WANNA」（#38 - 2021年総集編）
- kodani園芸「醒めないままで（feat.ラブリーサマーちゃん）」（#63 - #86）
- Roomies「I just fell in love with you -Retake」（#87 - 2022年総集編）
- DNA GAINZ「ラフラブ」（#112 - #138）
- 舟津真翔「君は運命の人」（#139 - #165）
- Roomania「シューティングスター」（#166 - #194）
- 放課後ホタル「Similar」（#195 - 238）[注 66]
- 放ツ「F.u.z.z.」（#239 - ）

## リリース作品

### DVD
かまいたちの掟 DVD BOX+「掟」ハイボールタンブラー（2021年8月25日、YRBX-771）
- かまいたちの掟 DVD 第壱巻（2021年8月25日、YRBN-91464）
- かまいたちの掟 DVD 第弐巻（2021年8月25日、YRBN-91465）
- かまいたちの掟 DVD 第参巻（2021年8月25日、YRBN-91466）

かまいたちの掟 DVD-BOX2（2022年8月3日、YRBX-788-90） - 特典1 掟”もちはない”豆しぼり手ぬぐい、特典2 アインシュタインの掟 DVD
- かまいたちの掟 DVD 第四巻（2022年8月3日、YRBN-91526）
- かまいたちの掟 DVD 第伍巻（2022年8月3日、YRBN-91527）
- かまいたちの掟 DVD 第六巻（2022年8月3日、YRBN-91528）

かまいたちの掟 DVD BOX3（2023年9月27日、YRBX-800-2） - 封入特典 「掟」サイコスリラーアクリルジオラマ
- かまいたちの掟 DVD 第七巻（2023年9月27日、YRBN-91569）
- かまいたちの掟 DVD 第八巻（2023年9月27日、YRBN-91570）
- かまいたちの掟 DVD 第九巻（2023年9月27日、YRBN-91571）

## 受賞
2022年
- TVerアワード2021 特別賞
- TVerサウナアワード ローカル大賞

2025年
- TVerアワード2024 バラエティ特別賞